# Zawinul (album)
Zawinul je studiové album Joea Zawinula. Jeho nahrávání probíhalo během roku 1970 v studiu Atlantic Recording Studios v New York City za produkce Joela Dorna. Album vyšlo v roce 1971 u vydavatelství Atlantic Records.

## Seznam skladeb
Autorem všech skaldeb je Joe Zawinul.
| Pořadí | Název                | Délka |
| ------ | -------------------- | ----- |
| 1.     | Doctor Honoris Causa | 13:48 |
| 2.     | In a Silent Way      | 4:51  |
| 3.     | His Last Journey     | 4:36  |
| 4.     | Double Image         | 10:32 |
| 5.     | Arrival in New York  | 2:01  |

## Obsazení
- Joe Zawinul – elektrické piano
- Herbie Hancock – elektrické piano
- George Davis – flétna (skladby 1, 2, 3, 5)
- Hubert Laws – flétna (skladba 4)
- Woody Shaw – trubka (skladba 1, 2, 4, 5)
- Jimmy Owens – trubka (skladba 3)
- Earl Turbinton – sopránsaxofon (skladby 1, 2, 3, 5)
- Wayne Shorter – sopránsaxofon (skladba 4)
- Miroslav Vitouš – kontrabas
- Walter Booker – kontrabas
- Billy Hart – perkuse
- David Lee – perkuse
- Joe Chambers – perkuse
- Jack DeJohnette – melodica (skladba 3), perkuse (skladba 4)